# Nová řeka
Nová řeka är en kanal i Tjeckien. Den ligger i den centrala delen av landet, 120 km söder om huvudstaden Prag.